# Parapsyche difformis
Parapsyche difformis är en nattsländeart som först beskrevs av Banks 1947.  Parapsyche difformis ingår i släktet Parapsyche och familjen ryssjenattsländor. Inga underarter finns listade i Catalogue of Life.